# Observatoire de Las Campanas
L'Observatoire de Las Campanas est un observatoire astronomique professionnel américain de la fondation de recherche Carnegie Institution de Washington.
Il est situé dans la Cordillère des Andes, au Chili, 27 km plus au nord que l'observatoire de La Silla. 
Il héberge en particulier les deux télescopes Magellan de 6,5 m de diamètre.
Le Giant Magellan Telescope (GMT) (Télescope géant Magellan) sera édifié dans cet observatoire. Il sera constitué de sept miroirs de 8,4 mètres disposés en pétales. En septembre 2023, la fabrication du dernier miroir hors-axe a débuté, et la mise en service est prévue en 2029.

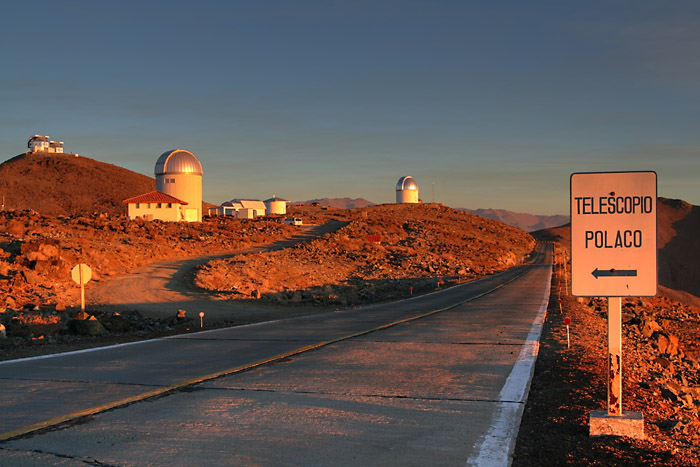
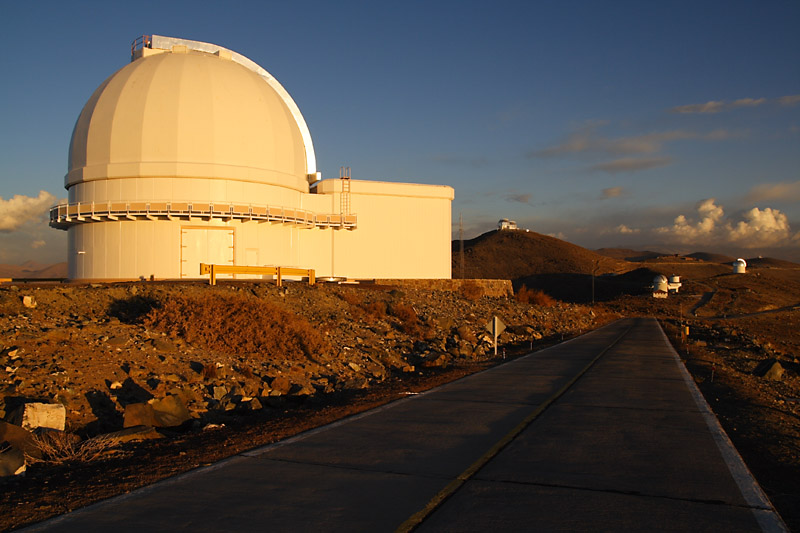
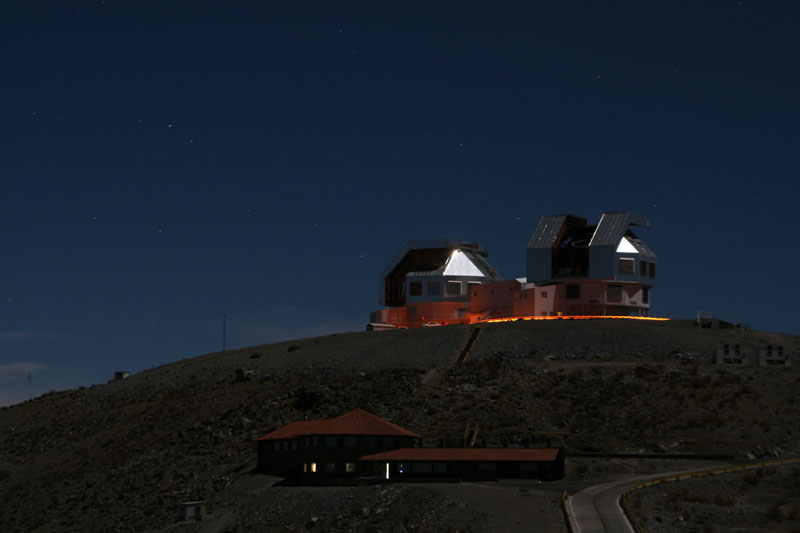
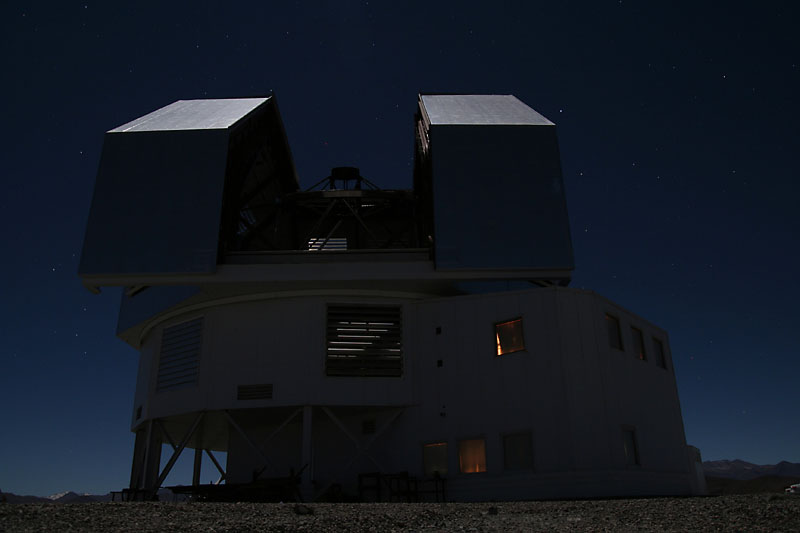
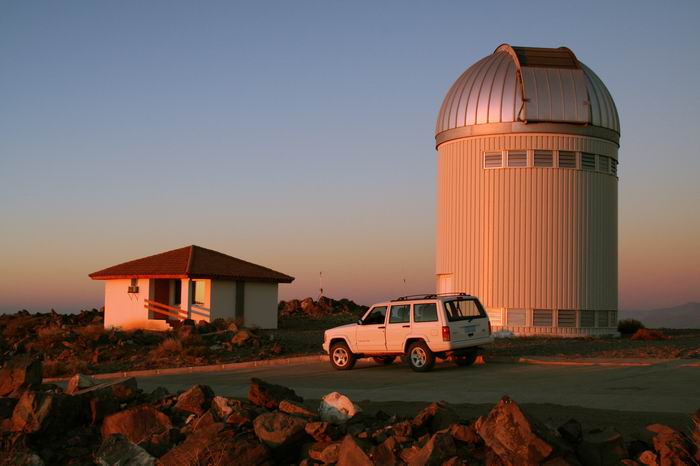
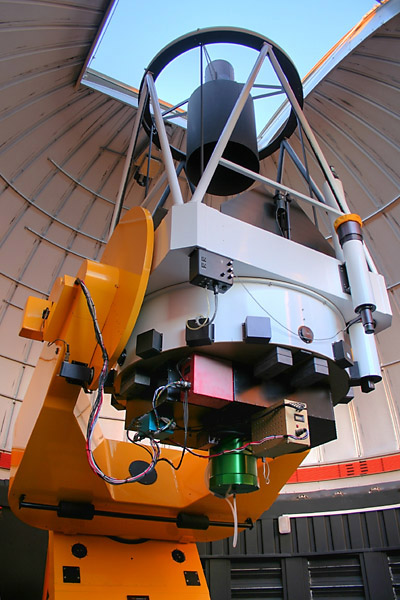
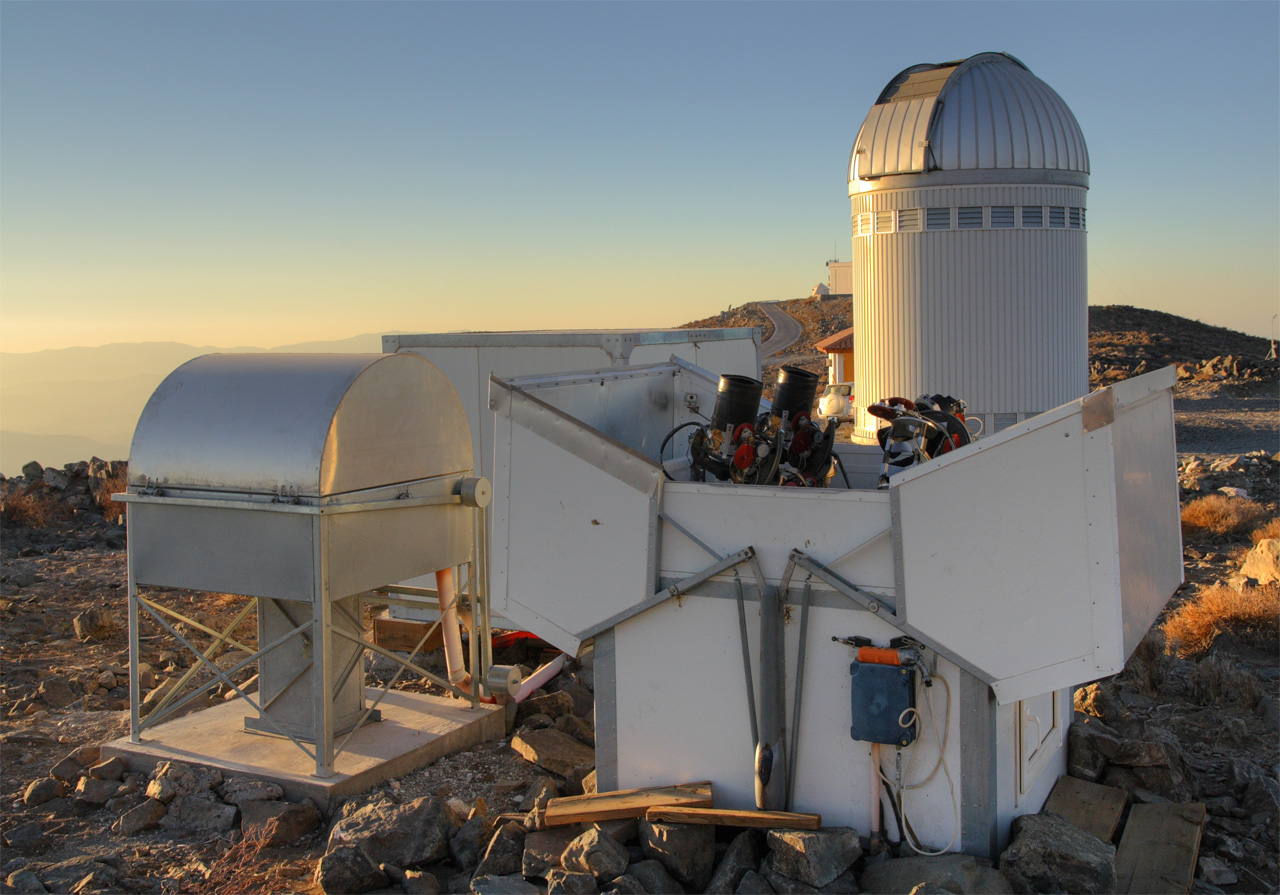